# جيمس إدواردز (كرة سلة)
جيمس إدواردز (بالإنجليزية: James Edwards)‏ مواليد 22 نوفمبر 1955 في سياتل، هو لاعب كرة سلة أمريكي سابق. بدأ مسيرته الاحترافية في سنة 1977. تم اختياره من قبل فريق لوس أنجلوس ليكرز خلال الدرافت. يبلغ طوله 7 قدم 1 بوصة (2.2 م). اعتزل اللعب في 1996. أحرز خلال مسيرته في الإن بي إيه 14862 نقطة بمعدل 12.7 نقطة في المباراة الواحدة.

## المسيرة الاحترافية
لعب مع لوس أنجلوس ليكرز في سنة 1977، ثم لعب مع إنديانا بايسرز من سنة 1977 إلى 1981، ثم لعب مع كليفلاند كافالييرز من سنة 1981 إلى 1983، ثم لعب مع فينيكس صنز من سنة 1982 إلى 1988، ثم لعب مع ديترويت بيستونز من سنة 1987 إلى 1991، ثم لعب مع لوس أنجلوس كليبرز في موسم 1991–1992، ثم لعب مع لوس أنجلوس ليكرز من سنة 1992 إلى 1994، ثم لعب مع بورتلاند ترايل بلايزرز في موسم 1994–1995، ثم لعب مع شيكاغو بولز في موسم 1995–1996.

## روابط خارجية
- جيمس إدواردز على موقع إن بي أي (الإنجليزية)
- جيمس إدواردز على موقع سبورتس رفرنس (الإنجليزية)
- جيمس إدواردز على موقع كلية كرة السلة في سبورتس رفرنس.كوم (الإنجليزية)
- جيمس إدواردز على موقع ريلجم (الإنجليزية)
- جيمس إدواردز على موقع بروبوليرز (الإنجليزية)